# 리처드 하우프트먼
리처드 하우프트먼(영어: Richard Hauptmann, 본명: 브루노 리하르트 하우프트만(독일어: Bruno Richard Hauptmann), 1899년 11월 26일 ~ 1936년 4월 3일)은 미국의 범죄인이다. 독일 태생의 목수였지만 비행사 찰스 린드버그의 아들인 찰스 린드버그 주니어(Charles Lindbergh, Jr.)를 납치, 살인하면서 널리 알려졌다.

## 성장 과정
독일 드레스덴 근교에 위치한 카멘츠(Kamenz)에서 5명의 자녀 가운데 막내로 태어났다. 하우프트먼에게는 3명의 형제와 1명의 누나가 있었다. 11세 시절에는 독일 보이스카우트(Pfadfinderverband) 대원으로 활동했고 공립학교(Realschule)에 입학했지만 14세 시절에 중퇴하고 만다. 무역학교(Gewerbeschule)에 입학한 첫 해에는 목공을 전공했으며 나중에는 2년 동안 기계 조립을 전공했다.
1917년에는 하우프트먼의 아버지가 사망했다. 같은 해에는 하우프트먼의 형이었던 헤르만(Herman)이 프랑스에서 일어난 제1차 세계 대전의 전투에 참전하던 도중에 사망했으며 하우프트먼의 또다른 형인 막스(Max) 또한 러시아에서 일어난 전투에서 전사하고 만다. 군대에 징집된 하우프트먼은 1918년까지 독일 군대의 포병부대에서 복무하게 된다.
전쟁이 끝난 이후에 하우프트먼과 그의 친구들이 비자(Wiesa)와 네벨슈르츠(Nebelschurtz)를 오가는 도로에서 2명의 여자가 음식을 운반하기 위해 사용하던 유모차를 약탈했다. 하우프트먼의 친구들은 범행 과정에서 사용된 권총을 맡긴 혐의를 받았다. 또한 하우프트먼은 사다리를 이용해서 시장의 집을 강제로 철거한 혐의를 받았다. 하우프트먼은 3년 동안에 걸친 감옥 생활 끝에 석방되었지만 불과 3개월 만에 강도 혐의로 체포되고 만다.
하우프트먼은 돈을 모아 원양 여객선을 타고 미국으로 밀항했다. 1923년 9월에 뉴욕에 도착하면서부터 목수로 일하는 한편 독일계 미국인 공동체 회원으로 활동했다. 1925년에는 독일인 가정부였던 아나 쇠플러(Anna Schoeffler, 1898년 ~ 1994년)와 결혼했다.

## 린드버그 납치사건
리처드 하우프트먼은 1932년 3월 1일 저녁에 뉴저지주 하이필즈(Highfields)에 위치한 찰스 린드버그의 저택에 침입했다. 하우프트먼은 자신이 직접 나무로 만든 사다리를 이용해서 찰스 린드버그 주니어가 있던 방으로 침입하여 찰스 린드버그 주니어를 납치했다. 하우프트먼은 찰스 린드버그 주니어의 몸값으로 50,000 달러를 요구하는 편지를 썼다.
1932년 5월 12일에는 찰스 린드버그의 저택에서 남쪽으로 약 7.2km 정도 떨어진 뉴저지주 호프웰 타운십(Hopewell Township)의 마운트로즈(Mount Rose) 마을 인근에 위치한 도로에서 찰스 린드버그 주니어의 시신이 발견되었다. 찰스 린드버그 주니어의 시신은 머리에 부딪힌 흔적이 남아 있을 정도로 두개골이 부서진 상태로 발견되었다.
1934년 9월 15일에는 은행 직원이 주유소에 보관되어 있던 10달러 금 증권 지폐의 일련번호가 린드버그 납치사건과 관련이 있다는 사실을 확인했다. 하우프트먼은 뉴욕 경찰국, 뉴저지주 경찰국, 연방수사국의 감시 대상에 올랐고 1934년 9월 19일에 뉴욕에서 체포되고 만다.

## 재판
리처드 하우프트먼의 재판은 "세기의 재판"(Trial of the Century)이라는 별칭으로 명명되었고 하우프트먼은 "세계에서 가장 싫어하는 사람"(The Most Hated Man in the World)이라는 별칭으로 부르게 되었다. 하우프트먼의 차고에서는 몸값으로 사용된 현금 14,000 달러가 발견되었다.
하우프트먼은 재판에서 자신의 친구이자 사업 동료였던 독일계 미국인인 이시도어 피슈(Isidor Fisch)에게 금 증권을 맡겼다고 진술했다. 독일에서 사망한 피슈는 미국으로 출국하기 이전에 금 증권이 담긴 상자를 하우프트먼에게 전달했다. 하우프트먼은 재판 끝에 사형에 처해졌으며 1936년 4월 3일에는 뉴저지주 트렌턴에 위치한 뉴저지 주립 교도소에서 전기의자를 이용한 사형이 집행되었다. 리처드 하우프트먼의 시신은 화장 처리되었다.